# Saggio MTT

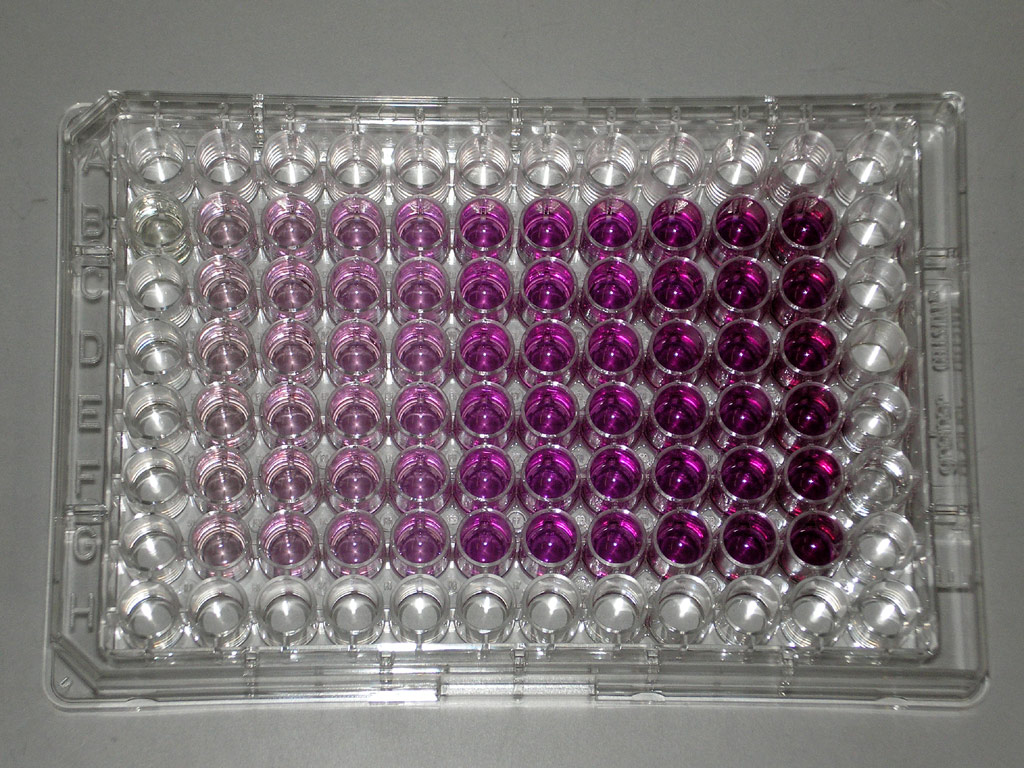
Una piastra per microtitolazione dopo un saggio MTT. L'aumento della quantità di cellule ha indotto un aumento della colorazione viola

Il saggio MTT, dove la sigla indica il composto bromuro di 3-(4,5-dimetiltiazol-2-il)-2,5-difeniltetrazolio, è un saggio colorimetrico standard per la misurazione dell'attività degli enzimi che riducono l'MTT a formazano, conferendo alla sostanza un colore blu/violaceo. Ciò accade prevalentemente nei mitocondri; può essere utilizzato per determinare la citotossicità di farmaci o altri tipi di sostanze chimicamente attive e potenzialmente tossiche.
L'enzima mitocondriale succinato deidrogenasi, è attivo infatti soltanto nelle cellule vive, e la sua funzione consiste nel tagliare l'anello di tetrazolio dell'MTT (sostanza di colore giallo) con la formazione, di conseguenza, di formazano (un sale blu).
Tale reazione è valutata e misurata mediante la lettura spettrofotometrica del campione, alla lunghezza d'onda di 570 nm.